# Cordula Trantow

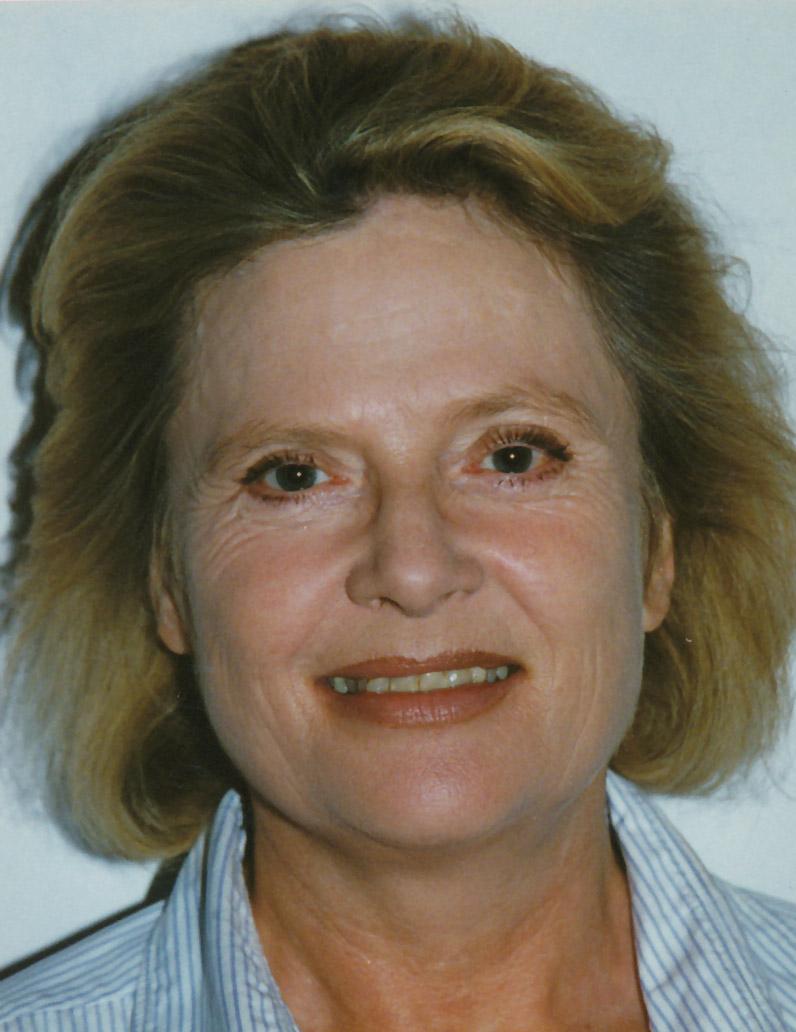
Cordula Trantow (2010)

Cordula Trantow, verheiratete Noelte (* 29. Dezember 1942 in Berlin) ist eine deutsche Schauspielerin, Regisseurin und Intendantin.

## Leben und Wirken
Cordula Trantow ist die Tochter des Komponisten und Dirigenten Herbert Trantow und der Tanzpädagogin Edith Trantow, geborene Kirchhoff. Sie absolvierte das Abitur und nahm in Berlin Schauspielunterricht bei Marlise Ludwig; außerdem ließ sie sich in klassischem Ballett bei Tatjana Gsovsky ausbilden. Sie trat in den Staatstheatern München und Stuttgart sowie bei den Ruhrfestspielen auf.
Ersten Erfolg hatte Trantow als edle Prinzessin in der Hans-Sachs-Verfilmung Aufruhr im Schlaraffenland. Bekannt wurde sie 1959 mit der Rolle der Franziska in Die Brücke von Bernhard Wicki, wofür sie das Filmband in Gold als beste Nachwuchsschauspielerin gewann. André Cayatte engagierte sie 1960 als Partnerin von Charles Aznavour in Jenseits des Rheins als Helga. Im gleichen Jahr verkörperte sie die Binja im Heimatfilm An heiligen Wassern. Als Adolf Hitlers Nichte Geli Raubal spielte sie 1962 in der Hollywood-Produktion Hitler von Stuart Heisler und erhielt dafür eine Nominierung für den Golden Globe Award als Beste Nachwuchsdarstellerin.
Cordula Trantow ist evangelisch. Im Jahr 1963 heiratete sie. Ihr Ehemann, der Theaterregisseur Rudolf Noelte, mit dem sie die zwei Kinder Jens und Jan bekam, besetzte sie als Frida in seiner Franz-Kafka-Verfilmung Das Schloß. 1971 spielte sie im Fernsehfilm Das Herz aller Dinge. Nach zahlreichen deutschen Unterhaltungsfilmen beendete sie ihre Filmkarriere zugunsten einer Theaterkarriere, wo sie in einigen der bedeutendsten Inszenierungen der 1970er und 1980er Jahre spielte. Bekannt wurde sie vor allem als Heldin des TV-Krimi-Dreiteilers Babeck (1968). In den 1980er Jahren lebte sie in Allmannshausen in Oberbayern.
Sie arbeitet außerdem als Synchronsprecherin für Ali MacGraw, Claude Jade, Marie Versini, Sandrine Bonnaire und Dominique Sanda. Seit 1991 ist sie Intendantin u. a. des Weilheimer Theatersommers. Im Jahr 1998 verließ sie Weilheim nach Garmisch-Partenkirchen infolge einer Hetzkampagne gegen ihre Faust-I-Inszenierung wegen einer angeblich pornographischen Szene in der Walpurgisnacht zwischen Gretchens Bruder Valentin nach dessen Tod mit einer Hexe. 1999 führte sie ihren Faust I dort weiterhin auf (wie auch in Ludwigshafen am Rhein) und inszenierte Momo mit Cosma Shiva Hagen in der Hauptrolle. Guildo Horn spielte unter ihrer Regie in The Wizard of Oz und Christine Kaufmann in Maria Stuart (Regie: Uwe Niesig). 2004 kam es zur Umsetzung von Romeo und Julia in Bad Wörishofen als Theatertournee mit Cosma Shiva Hagen sowie Marco Hofschneider in den Hauptrollen.
2004 trat sie in der Krimiserie Bella Block in der Folge Hinter den Spiegeln auf und gehörte 2005 zum Stammpersonal der Serie Bis in die Spitzen. Trantow spielt auch unter anderen Regisseuren, so u. a. 2006 als Violet Venable in Pia Hänggis Inszenierung von Tennessee Williams’ Plötzlich letzten Sommer.

## Filmografie

### Als Schauspielerin
- 1956: Kalle wird Bürgermeister
- 1957: Aufruhr im Schlaraffenland
- 1958: Meine schöne Mama
- 1959: Die Brücke
- 1960: Bumerang
- 1960: Die Zeit und die Conways
- 1960: Jenseits des Rheins (Le passage du Rhin)
- 1960: Wegen Verführung Minderjähriger
- 1960: Die Dame ist nicht fürs Feuer
- 1960: An heiligen Wassern
- 1961: Verdammt die jungen Sünder nicht (Morgen beginnt das Leben)
- 1961: Unsere kleine Stadt
- 1961: Nur der Wind
- 1962: Hitler
- 1962: Bekenntnisse eines möblierten Herrn
- 1963: Talente und Verehrer
- 1963: Maria Magdalene
- 1966: Die Fliegen
- 1966: Drei Schwestern
- 1966: Irrungen, Wirrungen
- 1967: Drei Rosen aus Papier
- 1967: Der zerbrochene Krug
- 1967: Die Trennung
- 1968: Babeck
- 1968: Das Schloß
- 1969: Rumpelstilz
- 1970: Vor Sonnenuntergang
- 1970: Der Kirschgarten
- 1971: Dem Täter auf der Spur – Flugstunde
- 1972: Geheimagenten
- 1972: Das letzte Paradies
- 1972: Berlin, Keithstraße 30 (Serie)
- 1972: Dem Täter auf der Spur – Ohne Kranz und Blumen
- 1974: Unser Walter
- 1975: Wie starb Dag Hammarskjöld?
- 1975: Die Halde
- 1977: Die Ratten
- 1978: Haus der Frauen
- 1979: Wo die Liebe hinfällt
- 1979: Tatort – Freund Gregor
- 1980: Ein typischer Fall
- 1981: Kinder
- 1981: Preußische Nacht
- 1981: Ein zauberhaftes Biest (Serie)
- 1982: Die Gartenlaube
- 1983: Wie war das damals?
- 1989, 2001: Ein Fall für zwei (Fernsehserie, zwei Folgen)
- 1994: Derrick – Das Floß
- 1997: Mein Freund Harvey
- 1999: Jedermann
- 1999: Theater: Candida
- 2000: Und morgen geht die Sonne wieder auf
- 2004: Bella Block: Hinter den Spiegeln
- 2008: 30 Tage Angst (ZDF)
- 2008: Stubbe – Von Fall zu Fall: Dritte Liebe
- 2010: Gier
- 2013: Hubert und Staller (Fernsehserie, Folge Viel Wind um nichts)
- 2016: Rosamunde Pilcher : Ex & Liebe
- 2018: WaPo Bodensee (Fernsehserie, Folge Alte Liebe)
- 2019: Morden im Norden (Fernsehserie, Folge Aus Liebe)
- 2024: Aktenzeichen XY … ungelöst

### Als Synchronsprecherin
- 1942: Für Bonita Granville in Der gläserne Schlüssel als Opal Madvig (Synchro im Jahr 1977)
- 1946: Für Ruth Nelson in Humoreske als Esther Boray (2. Synchro für TV im Jahr 1998)
- 1961: Für sich selbst in Jenseits des Rheins als Helga
- 1966: Für Louise Edlind in Ferien auf der Kräheninsel (Fernsehserie) als Malin Melkersson
- 1970: Für Claude Jade in Tisch und Bett als Christine Doinel
- 1970: Für Dominique Sanda in Der Garten der Finzi Contini als Micól Finzi-Contini
- 1979: Für Claude Jade in Liebe auf der Flucht als Christine Doinel
- 1982: Für Serif Sezer in Yol – Der Weg als Zînê
- 1984: Für Geneviève Bujold in Der Wolf hetzt die Meute als Beryl Thibodeaux
- 2009: Für Barbara Hershey in Albert Schweitzer als Helene Schweitzer
- 2014: Für sich selbst in Pater Rupert Mayer als Henriette Haase

## Hörspiele (Auswahl)
- 1966: Ingmar Bergman: Blutige Erdbeeren (Sara) – Regie: Rudolf Noelte (Hörspiel – BR/SWF/ORF)
- 1973: Daphne du Maurier: Rebecca (zweite Mrs. de Winter) – Regie: Heinz-Günter Stamm (Hörspiel – BR)
- 1974: Theodor Fontane: Effie Briest (Titelrolle) – Regie: Rudolf Noelte (Hörspiel – SFB / BR / HR) (CD-Edition: Der Hörverlag 2008)
- 2014: Irina Liebmann: Erzähl mir von Russland – Regie und Bearbeitung: Barbara Plensat (Hörspiel – RBB)

## Auszeichnungen
- 1960 Bundesfilmpreis: Filmband in Gold als beste Nachwuchsschauspielerin in Die Brücke
- 1963 Bronzener Bravo Otto
- 2000: Bundesverdienstkreuz am Bande